# Kot (nazwisko)
Kot (odmiana różna lub jej brak) – polskie nazwisko, na początku lat 90. XX wieku nosiło je ok. 19 tysięcy osób.
Nazwisko pochodzi od nazwy zwierzęcej Kot,przydomka, przezwiska. Pierwsza wzmianka w 1377. 
Adam Boniecki opisuje w Herbarzu polskim ród Kotów herbu Pilawa ze wsi Kotki. Nazwisko Kot nosiło też kilka innych rodów szlacheckich, byli to Kotowie herbu Doliwa, Kot Morski, Puchała, Rawicz, Rola i Sulima

## Znane osoby o tym nazwisku
- Agata Kot-Wasik (ur. 1964) – polska profesor chemii
- Aleh Kot (ur. 1966) – białoruski wojskowy i polityk
- Alojzy Kot (1881–1939) – śląski działacz społeczny
- Andrzej Kot (1946–2015) – polski grafik i kaligraf
- Antoni Kot (ur. 1945) – polski piłkarz
- Artur Kot (ur. 1993) – polski piłkarz ręczny
- Bartłomiej Kot (ur. 1993) – polski judoka
- Edward Kot (ur. 1949) – polski piłkarz
- Eugeniusz Kot (1927–2010) – polski nauczyciel i działacz społeczny
- Henryk Kot (1927–2008) – polski artysta malarz i grafik
- Jacek Kot (ur. 1966) – polski piłkarz
- Jakub Kot (ur. 1990) – polski skoczek narciarski
- Jan Kot (ur. 1962) – polski duchowny katolicki
- Karol Kot (1946–1968) – polski seryjny morderca
- Karol Kot (ur. 1949) – polski piłkarz i trener
- Maciej Kot (ur. 1991) – polski skoczek narciarski, medalista olimpijski
- Marceli Kot (ur. 1914) – polski oficer wywiadu wojskowego, major
- Maria Nartonowicz-Kot (1950–2015) – polska historyk
- Marian Kot (1912–2003) – polski duchowny adwentystyczny
- Marzena Kot (ur. 1973) – polska piłkarka ręczna
- Mirosława Kot (1933–2014) – ukraińska hafciarka
- Natalia Kot-Wala (ur. 1938) – polska gimnastyczka, medalistka olimpijska
- Oksana Kot (ur. 1987) – polska lekkoatletka
- Piotr Kot (ur. 1975) – polski duchowny katolicki
- Radosław Kot (ur. 1961) – polski tłumacz, dziennikarz i redaktor
- Sergey Kot (ur. 1960) – uzbecki lekkoatleta
- Stanisław Kot (1885–1975) – polski historyk i działacz ruchu ludowego
- Stanisław Kot (1907–1988) – polski wojskowy i polityk
- Tomasz Kot (ur. 1966) – polski jezuita
- Tomasz Kot (ur. 1977) – polski aktor
- Tomasz Kot (ur. 1991) – polski bokser
- Wiesław Kot (ur. 1959) – polski publicysta
- Wincenty Kot (ur. 1395, zm. 1448) – polski duchowny katolicki, prymas Polski
- Władysław Kot (ur. 1933) – polski filozof
- Zbigniew Kot (1927–2011) – polski artysta fotograf